# Медицински сестри
„Медицински сестри“ (на испански: Enfermeras) е колумбийска теленовела, произведена и излъчена от РЦН Телевисион от 23 октомври 2019 г.

## Актьори
- Диана Хойос – Мария Клара Гонсалес
- Себастиян Карвахал – Карлос Перес
- Виня Мачадо – Глория Майорга Морено
- Хулиан Трухильо – Алваро Рохас
- Лучо Веласко – Мануел Алберто Кастро
- Нина Кайесио – Сол Анджи Веласкес
- Федерико Ривера – Хектор Рубиано „Коко“
- Мария Мануела Гомес – Валентина Дуарте Гонсалес
- Кристиан Рохас – Камило Дуарте Гонсалес